# Esteban Celda Comas
Esteban Inocencio Celda Comes (Requena , 1845-València, 1932), activista i propagandista republicà, que fou condemnat a mort diverses vegades pels seus pronunciaments a favor de la República.